# Зоряний шлях: Глибокий космос 9
«Зоряний шлях: Глибокий космос 9» (англ. Star Trek: Deep Space Nine) — науково-фантастичний телевізійний серіал, який був створений у всесвіті «Зоряного шляху». Тривав у оригінальному показі з 3 січня 1993 року по 2 червня 1999 року, отримавши 7 сезонів та 179 епізодів.
На відміну від інших серіалів, дія відбувається не на зоряному кораблі, а на космічній станції «Глибокий космос 9». У 2369—2375 роках біля неї виявляється червоточина, що зв'язує щойно звільнену від окупації Кардассіанської Імперії планету Баджор з далеким Гамма-квадрантом галактики. Відкриття дозволяє здійснювати досі неможливі перельоти і станція набуває винятково важливого значення для політики, торгівлі та досліджень. Водночас отримати доступ до червоточини намагається держава Домініон з Гамма-квадранту, чому протистоїть екіпаж «Глибокого космосу 9» під командуванням капітана Бенджаміна Сіско.

## Сюжет

### Перший сезон
Цивілізація баджорців, звільнившись в ході тривалої боротьби з-під кардасіанської окупації, просить в Об'єднаної Федерації Планет про допомогу. Капітана Бенджаміно Сіско переводять на космічну станцію «Глибокий космос», розташовану на орбіті планети Баджор. Станція перебуває в скрутному становищі, Бенджамін, оселившись там із сином, вважає свою роботу там помилкою. Він знайомиться з баджоркою Кірою Неріс, здатним змінювати форму Одо та іншими жителями станції.
Релігійна лідер баджорців Кай Вінн дає йому сферу шанованих як богів Пророків, передбачаючи, що саме йому належить зібрати інші сфери та визначити історію галактики. Сфера приводить його до червоточини, що веде за 70 тис. світлових років — у Гамма-квадрант. Ця аномалія дозволяє швидко подорожувати на досі неможливі відстані, вести торгівлю і досліджувати нові світи. Станція враз набуває винятково важливого значення для жителів по обидва боки червоточини.
Екіпаж станції зустрічається з новими цивілізаціями, доступ до червоточини прагнуть отримати недружелюбні цивілізації, такі як клінгони, та злочинці. Баджорці ж вірять, що в червоточині проживають їхні боги.

### Другий сезон
Баджорські екстремісти намагаються змусити Федерацію покинути «Глибокий космос», вважаючи, що вона прагне так само поневолити планету, як кардасіанці. В той же час кардасіанці на чолі з Дукатом плетуть інтриги, щоб повернути собі Кардасію, маніпулюючи і Федерацією, і баджорцями.
Вирушивши в Гамма-квадрант, Бенджамін виявляє там могутній союз цивілізацій під назвою Домініон. Ця сила вважає польоти з Альфа-квадранта загрозою і таємно посилає на «Глибокий космос» своїх агентів — здатних набувати різних подоб Змінників.

### Третій сезон
Федерація надсилає корабель «Непокірний», обладнаний потужною зброєю та системою маскування. Станція зустрічає нові пригоди, поки Домініон готує вторгнення до Альфа-квадранта. Бенджамін з товаришами випадково переносяться в 2024 рік, що призводить до зникнення в майбутньому Федерації, але вони знаходять спосіб повернутися й виправити хід подій. Також він опиняється в «дзеркальному всесвіті», де замість Федерації існує жорстока Терранська імперія, та піднімає в ній повстання. В Альфа-квадранті виявляються інші сфери Пророків, здатні наділяти надзвичайними здібностями. Одо допомагає викривати Змінників, які в свою чергу намагаються схилити його на свій бік. Домініон обманом підбурює Федерацію почати війну проти зенкеті і хоча план провалюється, Домініон попереджає — його агенти вже повсюди і вторгнення неминуче.

### Четвертий сезон
Домініон посіяв недовіру між цивілізаціями Альфа-квадранта — будь-хто може виявитися Змінником. В цей час клінгони сперечаються з кардасіанцями за території. Ференгі випадково потрапляють на Землю 1947 року, що стає відомо як Розвельський інцидент. Змінники проникають на Землю, тому Бенджаміна переводять туди на посаду начальника служби безпеки Зоряного флоту. Ворф прибуває на станцію, відмовившись від військових планів своєї цивілізації.
У «дзеркальному всесвіті» проти Терранської імперії починається повстання, котрому допомагає оригінальний Бенджамін. Одо змушений шукати ліки в свого народу, де його позбавляють здатності змінювати форму. Канцлер Клінгонської імперії намагається скористатися технологіями Федерації, щоб знищити Змінників, але його самого замінює самозванець.

### П'ятий сезон
Клінгони виступають проти Федерації. Виявляється існування істот па-рейфів, ворожих до Пророків. Екіпаж станції через сферу Пророків тимчасово переміщується в XXIII століття, де зустрічає капітана Кірка та відвертає зміну клінгонами історії. Одо повертає здатність змінювати форму.
Екіпаж станції намагається закрити червоточину, та спроба провалюється. Змінники планують підірвати зорю Баджора, хоча це і не вдається. Клінгони, викривши ворожі інтриги, відновлюють дружні стосунки з Федерацією та виступають з нею проти Домініону. Невдовзі Бенджамін отримує через сферу видіння, що змушує його переконати баджорців не вступати зараз у Федерацію й лишитися нейтральними. Кардасіанці приєднуються до Домініону і починається вторгнення в Альфа-квадрант. Екіпаж станції змушений покинути «Глибокий космос» на «Непокірному».

### Шостий сезон
Екіпаж «Глибокого космосу» роз'єднаний, виконуючи завдання в різних місцях. Зоряний флот безуспішно намагається повернути контроль над станцією. Ромуланці вступають у війну з Домініоном, але й попри це загарбники успішно просуваються вглиб Альфа-квадранта. Учасники війни постають перед численними моральними виборами, здійснюючи військові операції та рятуючи цивільних.
Врешті станцію вдається повернути і починається контратака на Кардасію. Попри суперечності, Федерація, клінгони та ромуланці об'єднуються проти спільного ворога. Дукат знаходить ув'язненого па-рейфа і звільняє його. Істота вселяється в Дуката й закриває червоточину.

### Сьомий сезон
Із закриттям червоточини зв'язок з Пророками зникає. Багато баджорців починають поклонятися па-рейфам, серед них і Кай, вважаючи їх істинними богами. Кардасіанці втрачають підтримку Домініону, але на їх боці виступають бріни. Бенджамін розкриває, що його мати була Пророком. Він розшукує останню, десяту сферу, яка відкриває червоточину знову. Бріни несподівано атакують Землю і кораблі Федерації виявляються нездатні протистояти їхній зброї. Проте клінгони діляться своїми технологіями, що дозволяє здобути перемогу.
Таємна організація Секція 31 розробляє вірус, що вражає Змінників. Кай звільняє па-рейфів, заточених в глибинах Баджора, яких очолює Дукат. Ті планують завоювати галактику та знищити Пророків. Бенджамін, користуючись артефактами Пророків, повертає па-рейфів назад у їхню темницю. Змінники в обмін на ліки від вірусу погоджуються припинити війну.

## Основні персонажі
- Евері Брукс — людина; Капітан Бенджамін Сіско, командувач станцією, командир корабля «Непокірний», в минулому старпом зорельота «Саратога»;
- Нана Візітор — баджорка; Майор, пізніше полковник Збройних Сил Бейджора Кіра Неріс, Перший Офіцер;
- Рене Обержонуа — Змінник, що в дитинстві потрапив до Альфа-квадранту; голова служби безпеки Одо, Начальник служби безпеки;
- Террі Фаррелл — триллка; Лейтенант Джадзія Дакс, Офіцер з науки (1-6 сезони);
- Ніколь Дебо — триллка; Лейтенант Езрі Дакс (Тіган), Радник (7 сезон);
- Майкл Дорн — клінгон; Лейтенант Ворф, Військовий радник/перший офіцер «Непокірного»;
- Александр Сіддіг — людина; Лейтенант Джуліан Башир, Головний лікар;
- Колм Мені — людина; начальник інженерної служби Майлз О'Брайн, Головний інженер;
- Армін Шімерман — ференгі; цивільний Кварк, Власник бару «У Кварка».

## Сезони
| Сезон | Епізоди | Епізоди | Оригінальний показ | Оригінальний показ |
| Сезон | Епізоди | Епізоди | Перший показ       | Останній показ     |
| ----- | ------- | ------- | ------------------ | ------------------ |
| 1     | 20      | 20      | 3 січня 1993       | 20 червня 1993     |
| 2     | 26      | 26      | 26 вересня 1993    | 12 червня 1994     |
| 3     | 26      | 26      | 26 вересня 1994    | 19 червня 1995     |
| 4     | 26      | 26      | 2 жовтня 1995      | 17 червня 1996     |
| 5     | 26      | 26      | 30 вересня 1996    | 16 червня 1997     |
| 6     | 26      | 26      | 29 вересня 1997    | 17 червня 1998     |
| 7     | 26      | 26      | 30 вересня 1998    | 2 червня 1999      |